# Karpacz
Karpacz [ˈkarpaʧ] (tyska: Krummhübel) är en stad och turistort i sydvästra Polen, belägen i distriktet Powiat jeleniogórski i Nedre Schlesiens vojvodskap. Karpacz utgör administrativt en stadskommun och hade 4 958 invånare i juni 2014. Staden har omkring 16 000 hotellplatser.

## Natur
Största delen av Karpacz tätort ligger på ömse sidor om en bergsväg, med de lägre delarna på ca 450möh. och de övre på drygt 850 m ö.h. Till kommunen hör bergstoppen Śnieżka på gränsen till Tjeckien, Sudeternas högsta berg på 1 603 meter över havet. Nationalparken Karkonosze som även sträcker sig in i Tjeckien ligger delvis i kommunen.

## Historia
Pilgrimsvandringar till Śnieżka har förekommit innan kristendomen nådde hit. Senare, i och med industrialismens intåg blev Krummhübel en ”fredad” ort med restriktioner med avseende på koleldning. Koks skulle föredras och till och med järnvägen hit var en av de första som elektrifierades, allt för att behålla den friska luften. Införandet av naturgas har till viss del också inneburit en förändring, inte nödvändigtvis till det bättre då gasverken som producerade stadsgas försvann och därmed också koksen. Många hus värms därför numera med stenkol.
Det stora antalet hotellbäddar har till stor del sin historia i det kommunistiska systemet, där alla skulle kunna erbjudas någon veckas rekreation på en plats med ren miljö och frisk luft. Alla arbetsgivare, oavsett om det var stålverk, bank, polis, kolgruvor, ja till och med fackföreningen kom att skaffa egna hotell eller pensionat för sina anställda. Utefter östersjökusten, inne i skogsområdena och uppe i bergen finns mängder av städer och byar som mer eller mindre blev särskilda semesteranläggningar. Många anläggningar var rena sommaranläggningar, till exempel de vid kusten och vid insjöarna, medan de i bergen kom att fylla en åretruntfunktion, med tyngdpunkt på sommar och vinter.